# Бар (смуга суходолу)

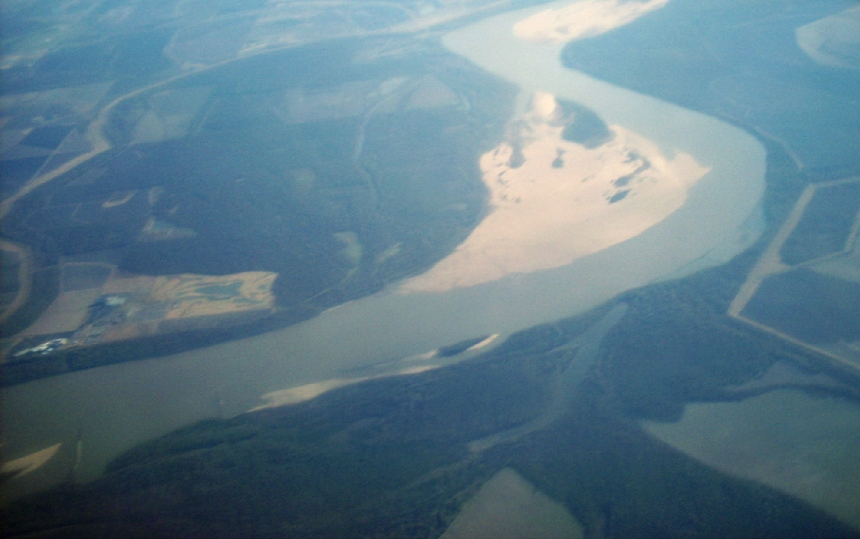
Бар на річці Міссісіпі, США

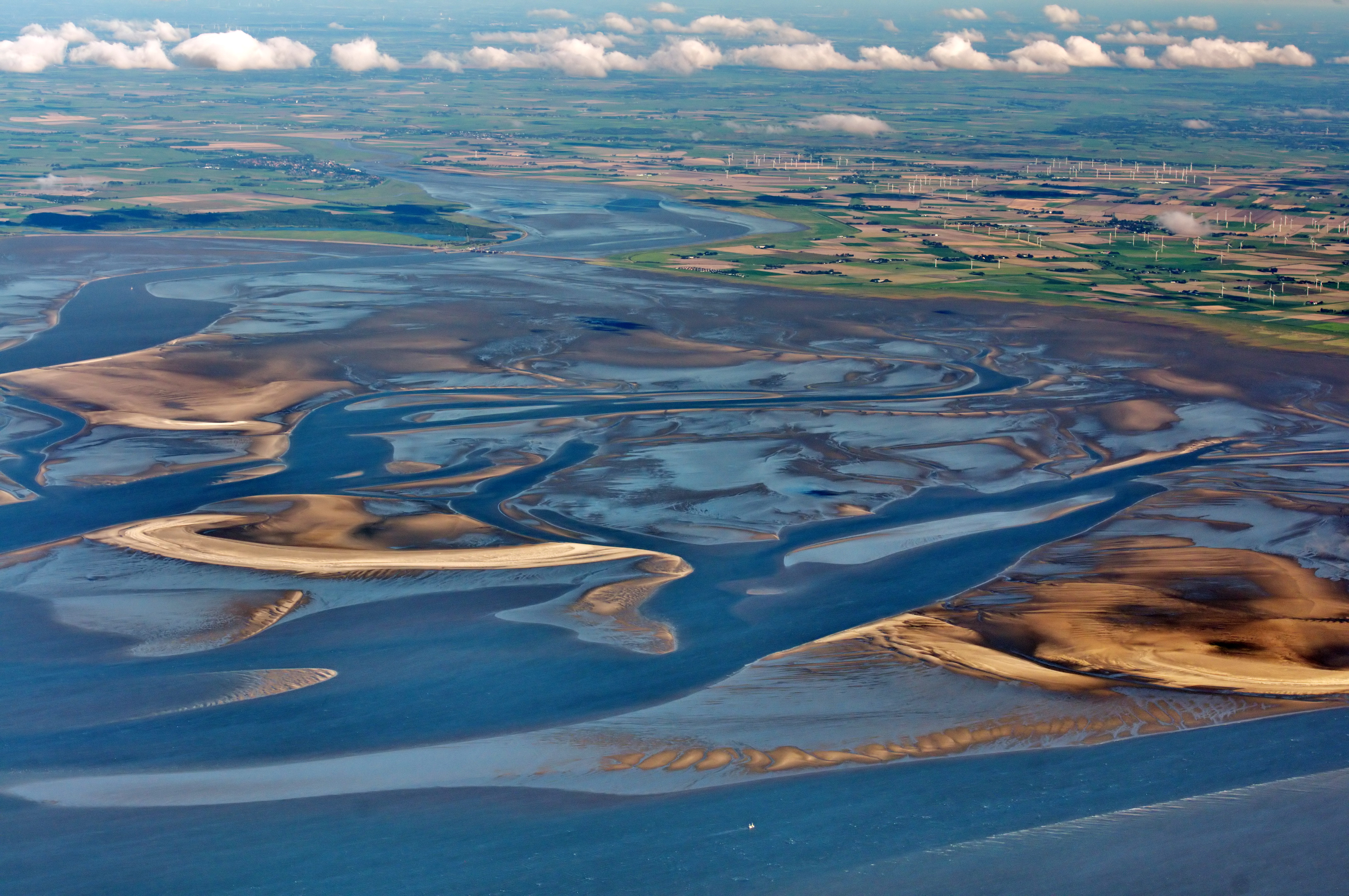
Піщані мілини, Ватове море (Німеччина)

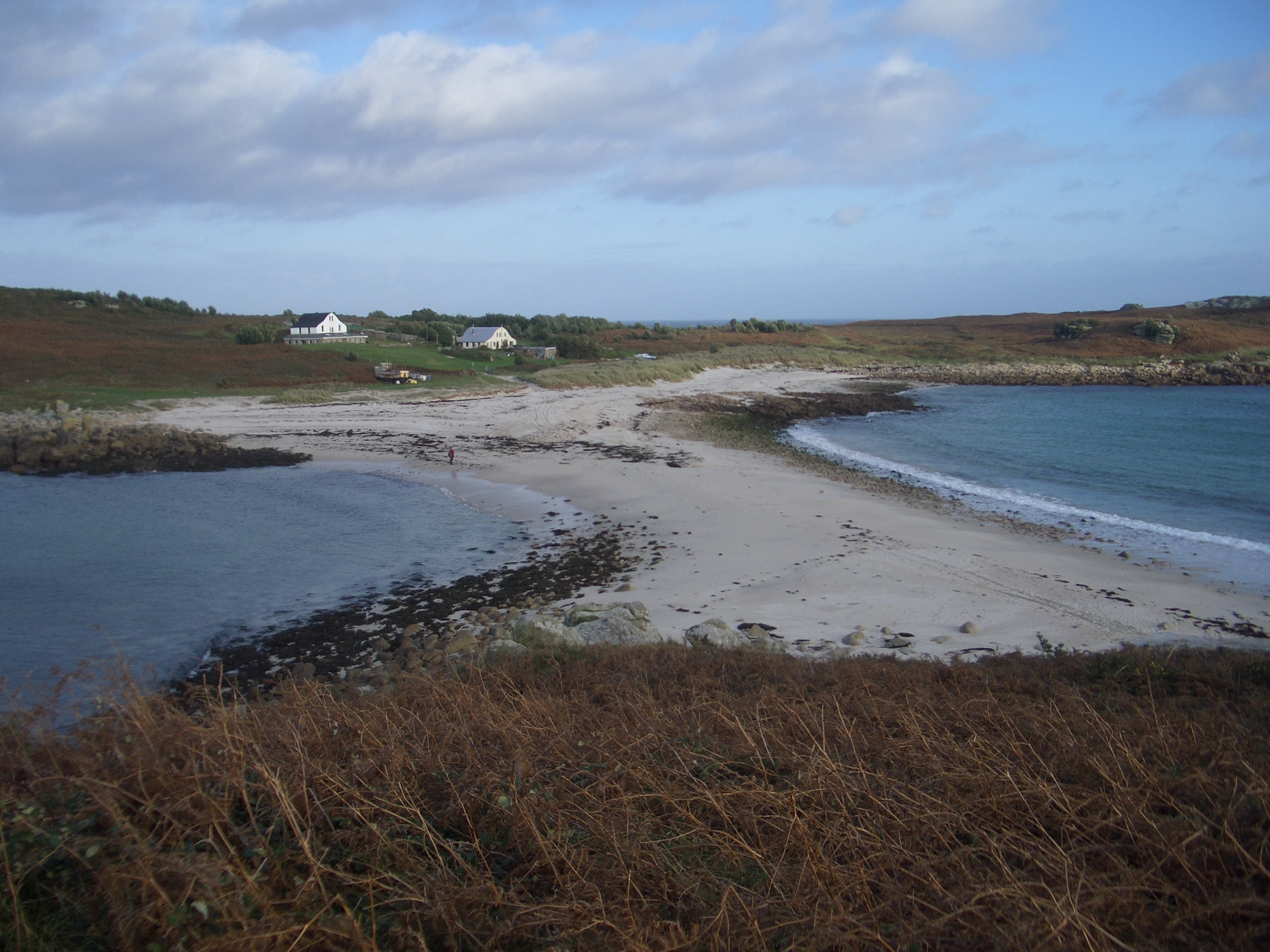
Бар поміж островами Св. Агнеси (St. Agnes Isle) і Гуг (Gugh), Корнвол, Англія, Велика Британія

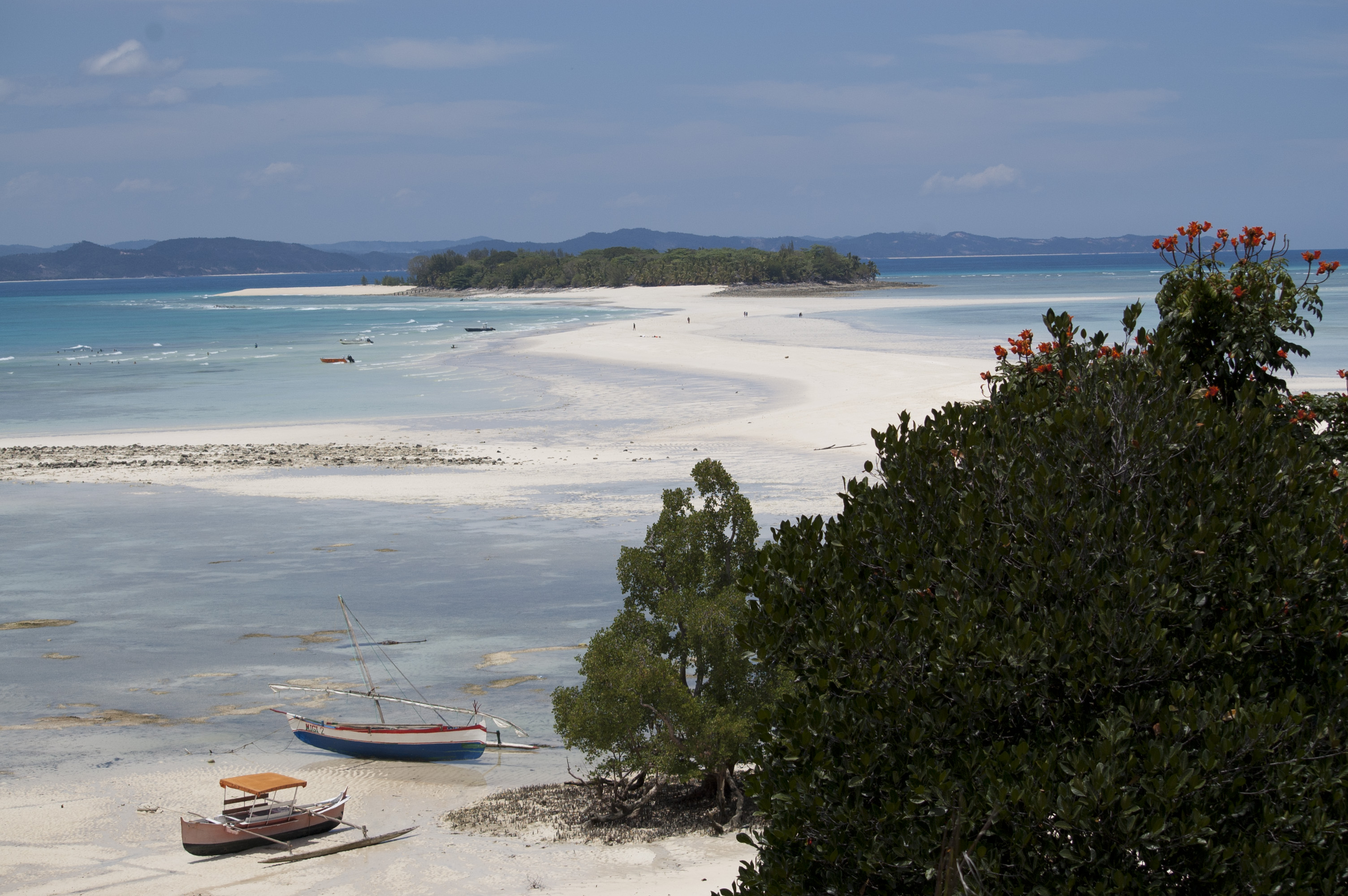
Піщана коса між Нусі Іранджа Бе та Нусі Іранджа Келі
(Нусі Іранджа, Мадагаскар)

Бар (англ. bar, нім. Barre) або пересип — вузька, витягнута часто вздовж узбережжя річки, озера, моря чи океану наносна смуга мілини або суходолу. 

## Загальна характеристика
Тіло бару складається переважно з піску, гравію та черепашнику.
Бари можуть виникати там, де течія джерела, річки, моря або океану сприяє відкладенню осадів і зернистого матеріалу, що призводить до локального обміління.
Мілини можуть виглядати як прибережна форма рельєфу в морі, де їх класифікують як тип океанського узбережжя, або як річкові форми рельєфу в річках, струмках та озерах.
Мілка піщана смуга (бар) може сезонно відокремлювати меншу водойму від моря, наприклад:
- Морські лагуни
- Лимани солонуватих вод
- Прісноводний сезонний потік і гирла і дельти річок.

Термін «бар» може застосовуватися до об'єктів рельєфу, що охоплюють значний діапазон розмірів, від довжини в кілька метрів у невеликому струмку до морських відкладень, що простягаються на сотні кілометрів уздовж берегової лінії, які часто називають бар'єрними островами. В деяких випадках, бар може змінювати свій стан між мілиною і суходолом в залежності від припливу і відливу.

## Річковий бар
Барова смуга на річці — це піднята ділянка осаду (наприклад, піску або гравію), який утворився течією. Типи річкових барових смуг включають в себе центральні бари (поширені в плетених річках), точкові бари (поширені в звивистих річках, власне — у річкових вигинах) і бари гирла (поширені в дельтах річок). Розташування барових смуг визначається геометрією річки та її течії.
- Центральний річковий бар — барова смуга середнього русла, яку також часто називають косою, поширена в плетених річкових руслах. Плетені русла річок широкі й мілкі й зустрічаються в районах, де осад легко розмивається, наприклад, під час льодовикового змиву або на гірському фронті з високим вмістом осадів.[1][2] Ці типи річкових систем пов'язані з високим похилом, запасом наносів, потужністю течії, напругою зсуву та швидкістю транспортування русла. Плетені річки мають складну та непередбачувану структуру русла, а розмір наносів, як правило, різниться в різних потоках.[3] Саме ці особливості відповідають за утворення пасм осадів. Плетені потоки часто переповнені великою кількістю осаду, що створює кілька каналів потоку в одній домінуючій парі заплавних рівнин. Ці канали розділені середнім каналом. Бари в середньому руслі також можуть утворюватися через корчі або затори.
- Точковий річковий бар — зона відкладень, яка зазвичай зустрічається в звивистих річках. Точкові смуги утворюються на внутрішній стороні вигинів меандрів у звивистих річках. Коли потік рухається навколо внутрішньої сторони вигину річки, вода сповільнюється через неглибоку течію, а низькі напруги зсуву там зменшують кількість матеріалу, який можна перенести туди. Кінцеві смуги зазвичай мають форму півмісяця і розташовані на внутрішній кривій вигину річки.[4] Надлишок матеріалу випадає з потоку та з часом утворює точкову барову смугу. Точкові смуги зазвичай знаходяться в найповільніших, наймілкіших частинах річок і струмків[5] і часто паралельні берегу та займають область, найдальшу від тальвегу[6] на зовнішній кривій вигину річки в звивистому руслі. Тут, у найглибшій і найшвидшій частині потоку, знаходиться зрізаний берег, ділянка звивистого річкового русла, яке постійно зазнає ерозії.[4] Чим швидше вода в руслі річки, тим краще вона здатна забирати більшу кількість осаду та більші шматки осаду, що збільшує навантаження на русло річки.[4]  Протягом досить тривалого періоду часу поєднання відкладень вздовж точкових барів та ерозії вздовж зрізаних берегів може призвести до утворення стариці — — відокремленої від річки ділянки її колишнього річища, або озера, що лежить у старих залишених річкою річищах.

- Гирловий бар — піднесена область осадів, яка зазвичай знаходиться в дельті річки, де річка впадає в море, океан. Осад транспортується річкою та відкладається в середньому руслі в гирлі річки. Це відбувається тому, що коли річка розширюється в гирлі, течія сповільнюється, а осад осідає та відкладається.[7] Після початкового формування гирлової смуги річки вони мають тенденцію прогресувати. Це викликано тиском потоку на верхню поверхню бару. Цей тиск створює ерозію на цій поверхні бару, дозволяючи потоку транспортувати цей осад над або навколо, і повторно відкладати його далі за течією, ближче до океану. Потік навколо обох боків відкладення осаду безперервно транспортує осад, який з часом осідає по обидві сторони від початкового середнього відкладення. Оскільки в гирлі річки накопичується все більше і більше осаду, він накопичується, зрештою створюючи піщану косу.

## Морські та океанічні бари
Розрізняють різновиди морських барів:
- піщані коси, також відомі як бари жолобів, утворюються там, де розбиваються хвилі, оскільки хвилі, що розбиваються, створюють берегову течію з компенсуючою протитечією вздовж дна. Іноді це відбувається в бік моря від жолоба .
- довгобережні бари — можуть лежати далі від берега, представляючи точку розриву хвиль під час відпливу.
- морські мілини, що розвиваютьсяя внаслідок затоплення бар'єрних островів у результаті епізодичного підвищення рівня моря, або внаслідок ерозії та занурення неактивних частин дельти.

Приклади:
- озеро Донузлав відокремлене піщаним пересипом-баром від Чорного моря, довжина якого становить 9 км, ширина — від 200 до 600 метрів.
- піщана коса між Нусі Іранджа Бе та Нусі Іранджа Келі (Нусі Іранджа, Мадагаскар)
- бар поміж островами Св. Агнеси (St. Agnes Isle) і Гуг (Gugh), Корнвол, Англія, Велика Британія
- піщані мілини у Ватовому морі (Німеччина)
- численні бари на р. Міссісіпі, США
- Ама-но-хасідате — піщана коса, що розташована на півночі префектури Кіото, Японія. Піщана коса поєднує два протилежних береги затоки Міяцу та відокремлює від затоки лагуну Асоумі.